# 哺乳母猪

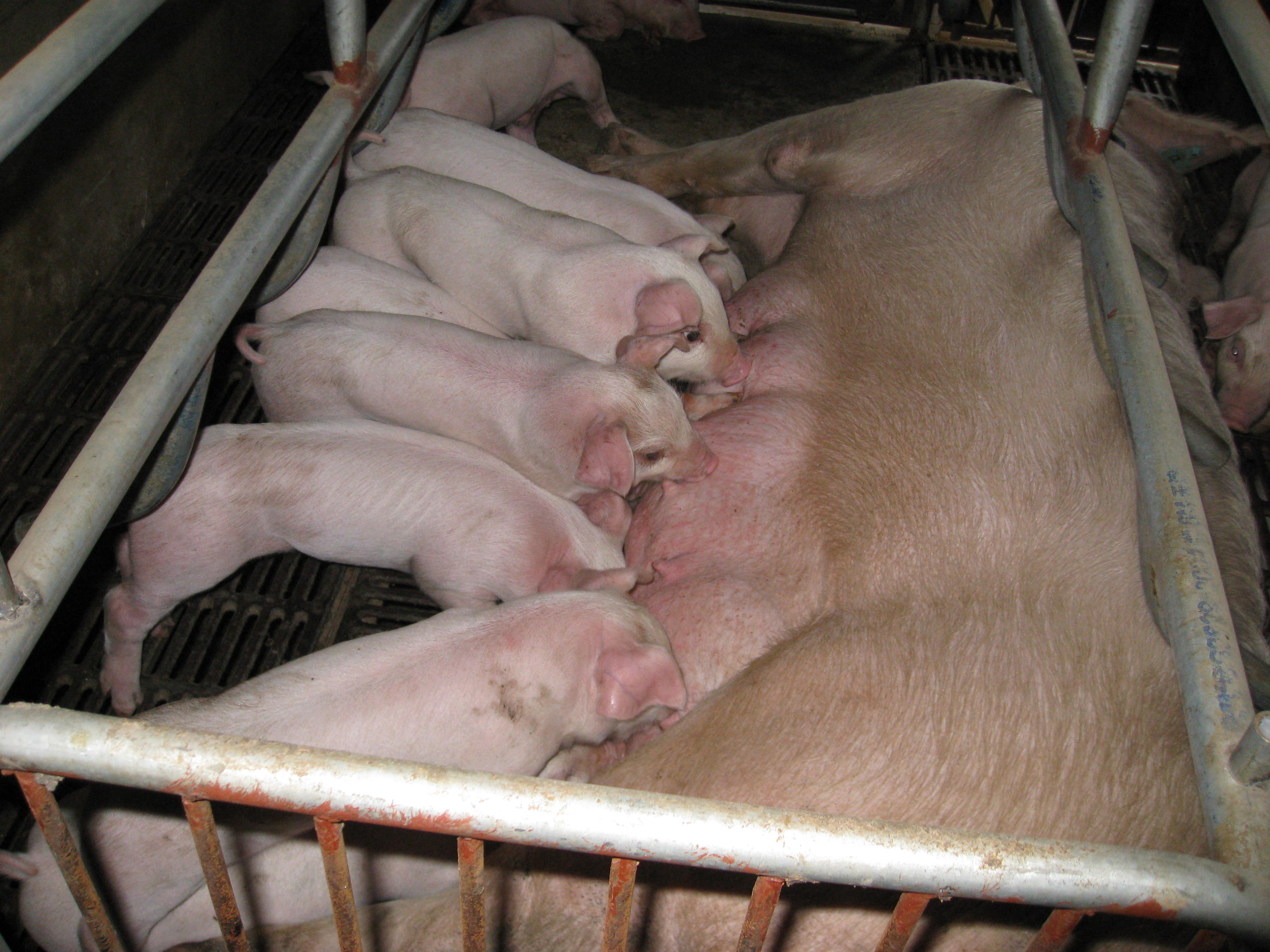
几只小猪正在吃奶

哺乳母猪一般指怀孕母猪分娩后，并处于哺乳期的母猪。哺乳母猪一旦断奶后，状态就将变成空怀母猪。
在实际生产实践，特别是猪场信息化管理中，常根据母猪的分娩及断奶情况而非是否正在进行哺乳对母猪的状态进行判断。

## 营养需要
哺乳母猪所需的能量、蛋白质、赖氨酸及其它营养物质的水平由母猪自身的体重、产奶量以及饲养环境所决定的。哺乳母猪营养不足将严重影响断奶后再发情、排卵和受胎，并导致下次妊娠的胚胎成活率下降。
对于哺乳母猪的饲喂方法，诺丁汉大学创立了“诺丁汉饲养体系”。这一方法中，每头母猪每天所需的基础饲料量为1.8 kg，另外每产一头仔猪额外需要0.5 kg饲料。泌乳的第一天给母猪提供2 kg饲料，随后每天增加0.5 kg，直到最大饲喂量。
英国创立了Stotfold哺乳母猪饲养策略（Stotfold sow lactation feeding strategy）。这一方法在分娩后的第1天给予2.5 kg饲料，之后每天增加0.5 kg。第10天之后，根据母猪的胎次和带仔数进行喂料量的调整。

## 分娩及哺乳
母猪的产程长短直接影响到产活仔数的数量，产程过长的母猪会增加死胎的头数。栏舍（定位栏或群养）、死胎头数、平均背膘厚度以及便秘的情况都会对产程长短有显著影响。
实际生产实践中，常会出现母猪奶水不足或产仔数较少的情况。在这种情况下，常将奶水不足母猪所产仔猪寄养给产仔数少的母猪。